# Норвежский железнодорожный музей

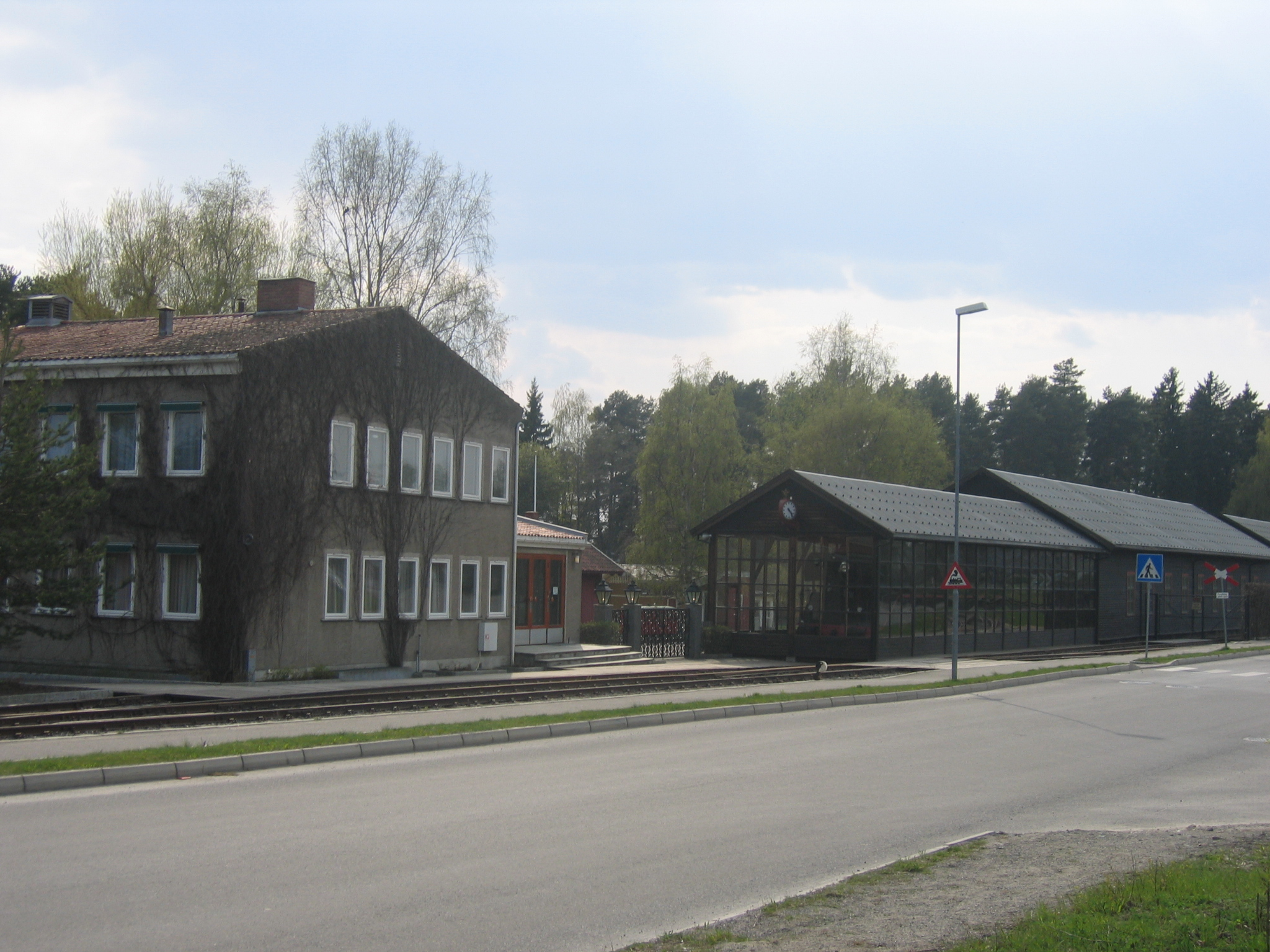
Железнодорожный музей

Норвежский железнодорожный музей (норв. Norsk Jernbanemuseum) — национальный музей железнодорожного транспорта Норвегии, расположенный у озера Мьёсы недалеко от г. Хамар.
Находится в ведении Норвежской национальной железнодорожной администрации.
Основан в 1896 году в городе Хамар, однако в 1954 г. перенесён к Мьёсе. В музее представлено собрание старых станционных зданий, локомотивов и вагонов первых лет существования железной дороги в Норвегии. Музей также имеет большую библиотеку железнодорожной литературы и богатую коллекцию фотографий железных дорог, сделанных как профессионалами, так и любителями.
В новом здании музея, открытом только в летние месяцы, представлены видео-экспонаты, компьютерные симуляторы, анимационные фильмы.
В летний сезон в музее действует узкоколейная железная дорога.

## Экспонаты
- Паровозы: NSB 7
- Тепловозы: NSB Di 2
- Электровозы: NSB El 1, NSB El 7